# DEGRIGES
Die DEGRIGES (Deutsch-Griechische Warenausgleichsgesellschaft mbH) war eine Handelsgesellschaft, die während der Besatzungszeit im Zweiten Weltkrieg ab Oktober 1942 das Monopol auf den Außenhandel Griechenlands innehatte. Dies betraf die Besatzungszonen der drei Achsenmächte, Italien, Bulgarien und Deutschland.

## Geschichte

### Vorgeschichte
Während der deutschen Besatzungszeit wurde anfangs die Bank von Griechenland eingesetzt, um Sach- und Vermögenswerte des Landes abzuziehen, sowie die Besatzungskosten einzutreiben. Diese waren die relativ höchsten in einem der vom Deutschen Reich besetzten Gebiete.
Die erste Maßnahme im Warenverkehr war die Änderung des Wechselkurses von 1:50 zu 1:60 im Clearingverkehr und die Einbindung in den Export griechischer Waren nach Deutschland. Bei jedem Export hatte die Bank den Warenwert zugunsten des Importeurs auf ein Treuhandkonto in Berlin zu überweisen und gleichzeitig den Erzeuger der Waren auszubezahlen. Somit war die Bank gezwungen, deutschen Händlern temporär Kredit zu gewähren. Da sowohl Preise auf Vorkriegsniveau festgelegt wurden, als auch bei verspäteter Lieferung die Bezahlung entfiel (was im Krieg häufig der Fall war), ergab sich ein extremer Profit der Importeure zu Lasten der Erzeuger. Nach der Beschlagnahme von Waren durch die Besatzungsbehörden stellten lokale Erzeuger von einer exportorientierten Wirtschaft auf eine Subsistenzwirtschaft um, so dass kaum noch Sachwerte abgezogen werden konnten. Gleichzeitig zogen die Besatzungsmächte in großem Umfang Rohstoffe wie Eisenerz, Kupfer oder Harze aus Griechenland ab, was die sogenannte Große Hungersnot zur Folge hatte. Weiterhin wurde zwecks Abzug von Sachwerten der Banknotenumlauf extrem gesteigert, so dass die Währung durch Hyperinflation entwertet wurde.

### Geschichte
Nachdem kein nennenswerter Abzug von Waren mehr erfolgen konnte, wurde zum 1. Oktober 1942 die Deutsch-Griechische Warenausgleichsgesellschaft mbH (DEGRIGES) mit Sitz in Berlin gegründet. Die Initiative ging auf das Reichswirtschaftsministerium zurück, unter Beteiligung der Reichsgruppen Handel und Industrie sowie die Wirtschaftsgruppe Groß- und Ausfuhrhandel. Die formell privatwirtschaftliche Unternehmung verfügte über ein staatliches Außenhandelsmonopol. Sie war eine Gründung der deutschen Privatwirtschaft, war jedoch mit dem staatlichen Außenhandelsmonopol ausgestattet. Die griechische Kollaborationsregierung entsendete Konstantinos Logothetopoulos als Verhandlungspartner.
Als Direktor wurde Otto Braun eingesetzt, der bisher für die Transdanubia Ein- und Ausfuhrgesellschaft tätig gewesen war. Eine Zweigstelle befand sich in Berlin, die von Fred Goecker, dem Vize-Präsidenten der deutschen Handelskammer in Griechenland geleitet wurde, sowie eine Expositur in Thessaloniki. Korrespondenten wurden in Patras und Volos eingesetzt. Am 15. Oktober 1942 wurde der ehemalige Wiener Bürgermeister und damaliger Vertrauensmann des IG-Farbenkonzerns Hermann Neubacher zum „Sonderbeauftragten des Reiches für wirtschaftliche und finanzielle Fragen in Griechenland“ berufen, dem die Gesellschaft direkt unterstand. Am 28. November 1942 begann die Tätigkeit der DEGRIGES, einige Tage später im Dezember 1942 wurde die Bank von Griechenland vom Deutschen Reich gezwungen, ihre Devisenreserven in Form einer Zwangsanleihe abzugeben, deren Höhe bei Kriegsende 476 Millionen Reichsmark betrug. Am 8. Dezember 1944 wurde die DEGRIGES aufgelöst.

## Aufgabe und Wirkung
Satzungsgemäß wurden Aufschläge auf alle griechischen Exportgüter erhoben, diese kamen zu 4/7 zur Verbilligung griechischer Waren für deutsche Importeure und zu 3/7 den festgelegten Besatzungskosten zugute.
Ausfuhrgüter Griechenlands nach Deutschland wurden preislich extrem gesenkt und Preise für deutsche Güter nach Griechenland stark erhöht. Diese führte sowohl in der Einfuhr als auch in der Ausfuhr nach Griechenland der deutschen Wirtschaft extreme Vorteile zu, die „Schleusungsgewinne“ genannt wurden. Rechnerisch gelang es 71 Millionen Reichsmark Schulden im Jahr 1942, die aufgrund der Konfiszierung der gesamten erzeugten Waren Griechenlands trotz abgezogener Besatzungskosten erreicht wurden, auf 20 Millionen Reichsmark Schulden für Griechenland zu wenden.
Der Schwerpunkt verlagerte sich zunehmend auf die Lieferung von Rohstoffen, die mit fortschreitenden Krieg immer wichtiger wurden. Auch waren bereits Produktionsmaschinen nach Deutschland gebracht worden, so dass keine Fertigwaren mehr erzeugt wurden.
So wurden zwischen Mai 1941 und November 1944 ca. 28.000 Tonnen reinen Chroms aus Griechenland abtransportiert, die ein Viertel des gesamten Bedarfs der deutschen Kriegswirtschaft im Zweiten Weltkrieg abdeckten.
Der Erfolg der Degriges führte zum Vorschlag auch in anderen Ländern ähnliche Gesellschaften zu gründen, so auch im verbündeten Kroatien. Im Frühjahr 1944 wurde das Deutsch-Albanische Warenausgleichsbüro gegründet. Andererseits heißt es in zeitgenössischen deutschen Quellen: „Die Erfolge der Degriges sind wohl nicht unbefriedigend. Sie sind aber erkauft um den Preis einer Monopolisierung des Außenhandels“. Rainer Eckert schrieb 1992: „Die Deutsch-griechische Warenausgleichsgesellschaft stellte eine der bisher höchstentwickelten Formen staatlich regulierter Außenwirtschaftsbeziehungen dar“.